# Discografia di Cristiano Malgioglio
La discografia di Cristiano Malgioglio da solista è iniziata nel 1976 e comprende trenta album ufficiali (composti interamente da inediti) tra i quali c'è un disco live. Poi ci sono moltissime raccolte e ristampe (spacciate spesso per errore come album) che contengono brani già editi, riproposti in versione spagnola, oppure con qualche nuovo arrangiamento ma sono pur sempre vecchi successi.

## Album
| Anno | Titolo                                 | Etichetta                  | Numero catalogo | Formato | Note            |
| ---- | -------------------------------------- | -------------------------- | --------------- | ------- | --------------- |
| 1977 | Scandalo                               | Ri-Fi                      | RDZ ST 14279    | LP      |                 |
| 1978 | Maledizione io l'amo                   | Ri-Fi                      | RDZ ST 14296    | LP      |                 |
| 1979 | Sbucciami                              | Ri-Fi                      | RDZ ST 14315    | LP      |                 |
| 1981 | Artigli                                | Durium                     | ms AI 77423     | LP      |                 |
| 1983 | Bellissime                             | WEA                        | 24 0313-1       | LP      |                 |
| 1986 | Café Chantant                          | Divina Record              | DVR 8601        | LP      |                 |
| 1987 | Casanova                               | YEP Record                 | YLP 10          | LP      |                 |
| 1989 | Delitto e castigo                      | NAR International          | APD 2089        | LP/CD   |                 |
| 1991 | Amiche                                 | Dischi Ricordi             | 6432            | LP/CD   |                 |
| 1992 | Futtetenne                             | SoloMusicaItaliana/Sony    |                 | CD      |                 |
| 1994 | En España. Escuchando a Isabel Pantoja | Discomagic                 | CD-995          | CD      | (in spagnolo)   |
| 1995 | Carpe diem                             | SoloMusicaItaliana/Sony    |                 | CD      |                 |
| 1996 | Señor Battisti                         | SoloMusicaItaliana/Sony    |                 | CD      |                 |
| 1997 | Matri                                  | Bideri/CGD                 |                 | CD      |                 |
| 2000 | Ho dimenticato di baciare la sposa     | NAR International          |                 | CD      |                 |
| 2002 | La Esperanza                           | L'Escalier                 |                 | CD      |                 |
| 2004 | La mia storia...in privato             | SAAR                       |                 | CD      |                 |
| 2005 | Le donne non capiscono gli uomini      | NAR International          |                 | CD      |                 |
| 2006 | Boleros                                | MBO                        |                 | CD      |                 |
| 2007 | Quando tu non mi vedi                  | NAR International          |                 | CD      |                 |
| 2008 | Papaya                                 | The Saifam Group           |                 | CD      |                 |
| 2009 | Je m'adore                             | NAR International          |                 | CD      |                 |
| 2010 | Cara Mina ti scrivo...                 | Azzurra Music              |                 | CD      |                 |
| 2012 | Senhora Évora                          | Malgioglio Records         |                 | CD      |                 |
| 2012 | Habana andata e ritorno                | Halidon                    |                 | CD      |                 |
| 2014 | La bellezza                            | Edel                       |                 | CD      |                 |
| 2015 | Iconic Fifties                         | Malgioglio Records         |                 | 2 CD    |                 |
| 2017 | Sonhos                                 | Malgioglio Records         |                 | CD      | (in portoghese) |
| 2018 | Danzando                               | Baraonda Edizioni Musicali |                 | CD      |                 |
| 2022 | Malo                                   | Malgioglio Records         |                 | LP      |                 |

## Raccolte e ristampe
| Anno | Titolo                                         | Etichetta          | Numero catalogo | Formato          | Note |
| ---- | ---------------------------------------------- | ------------------ | --------------- | ---------------- | --- |
| 1980 | Personale di Cristiano Malgioglio              | Ri-Fi              | RPO/ST 72012    | CD               | |
| 1980 | Disco 10: Cristiano Malgioglio - Umberto Tozzi | Ri-Fi              | RDIS 116-10     | CD               | (raccolta) |
| 1990 | Quasi... autobiografico                        | Dischi Ricordi     |                 | LP/CD            | (raccolta con inedito)                                                                                             |
| 1992 | Il meglio del meglio                           | PILZ               |                 | CD               | (raccolta) |
| 1992 | En privado                                     | Perfil             | PVP 900         | LP/CD            | (raccolta con successi in versione spagnola)                                                                       |
| 1993 | Lolita                                         | Joker              |                 | CD               | (ristampa di Delitto e castigo)                                                                                    |
| 1993 | Los Chicos de Andalucía                        | BCN Records        |                 | CD               | (versione spagnola dell'album Futtetenne)                                                                          |
| 1995 | Mira el puerto                                 | BCN Records        |                 | CD               | (versione spagnola dell'album Carpe diem)                                                                          |
| 1995 | My favourite songs                             | Duck Gold          |                 | CD               | (raccolta) |
| 1998 | Canta Battisti latino - remix                  | Duck Gold          |                 | CD               | (ristampa di Señor Battisti)                                                                                       |
| 1998 | Le hits del cuore                              | D.V. More Record   |                 | CD               | (raccolta) |
| 1998 | Il meglio di Cristiano Malgioglio              | D.V. More Record   |                 | CD               | (ristampa della raccolta Le hits del cuore)                                                                        |
| 2003 | Canta Roberto Carlos                           | MBO                |                 | CD               | (ristampa di Amiche)                                                                                               |
| 2003 | Malgioglio - Garbo - Cattaneo: I successi      | D.V. More Record   |                 | CD               | (contiene l'album Le hits del cuore)                                                                               |
| 2004 | Anima gitana (Platinum edition)                | NAR International  |                 | CD               | (contiene i tre album: Amiche, Ho dimenticato di baciare la sposa e Delitto e castigo)                             |
| 2007 | Duet                                           | IT-WHY             |                 | CD               | (raccolta) |
| 2007 | L'isola che non c'è                            | NAR International  |                 | digital download | (raccolta in formato digitale, contiene brani tratti da Le donne non capiscono gli uomini e Quando tu non mi vedi) |
| 2008 | Le più belle canzoni di Cristiano Malgioglio   | WEA                |                 | CD               | (ristampa di Bellissime)                                                                                           |
| 2010 | Casanova - The best                            | ZYX Music          |                 | CD               | (raccolta) |
| 2011 | Cristiano Malgioglio, Vol.1                    | Ri-Fi              |                 | digital download | (raccolta in formato digitale)                                                                                     |
| 2011 | Cristiano Malgioglio, Vol.2                    | Ri-Fi              |                 | digital download | (raccolta in formato digitale)                                                                                     |
| 2016 | Playlist                                       | WEA                |                 | CD               | (ristampa di Bellissime)                                                                                           |
| 2018 | International Suite                            | Malgioglio Records |                 | 5 CD             | (contiene la ristampa di Cara Mina ti scrivo... , Senhora Évora, Iconic Fifties e l'inedito Danzando)              |

## Singoli
| Anno | Titolo                                                    | Etichetta                                     | Numero catalogo | Formato          | Note                                              |
| ---- | --------------------------------------------------------- | --------------------------------------------- | --------------- | ---------------- | ------------------------------------------------- |
| 1976 | Nel tuo corpo / Adesso io ti dico basta                   | Ri-Fi                                         | RFN NP 16655    | 7"               |                                                   |
| 1976 | Scandalo / Mi commuovi                                    | Ri-Fi                                         | RFN NP 16687    | 7"               |                                                   |
| 1977 | Senti / Cuore solitario                                   | Ri-Fi                                         | RFN NP 16707    | 7"               |                                                   |
| 1978 | Maledizione io l'amo / Quanto costa                       | Ri-Fi                                         | RFN NP 16739    | 7"               |                                                   |
| 1978 | È questione d'amore / Per esempio                         | Ri-Fi                                         | RFN NP 16758    | 7"               |                                                   |
| 1978 | Moça (Senti) / Quanto Cosa                                | Ri-Fi                                         | PRFN 14296 G    | 7"               | Malgioglio canta in portoghese                    |
| 1979 | Sbucciami / Mentre fuori piove                            | Ri-Fi                                         | RFN NP 16796    | 7"               |                                                   |
| 1979 | L'amore mi morde, mi vuole / Ernesto                      | Ri-Fi                                         | RFN NP 16778    | 7"               |                                                   |
| 1980 | Ma va'... / Io, la pantera                                | Ri-Fi                                         | RFN NP 16807    | 7"               |                                                   |
| 1980 | Quasi autobiografico / Orientale                          | Ri-Fi                                         | RFN NP 16817    | 7"               |                                                   |
| 1982 | Marlon / Voglio mama                                      | Durium                                        | Ld Al 8143      | 7"               |                                                   |
| 1982 | Clown / Scrupoli                                          | Durium                                        | 101798          | 7"               |                                                   |
| 1984 | Siamo così / Cocktail d'amore                             | WEA                                           | 24 9211-7       | 7"               |                                                   |
| 1986 | Toglimi il respiro / La voglia                            | Pipol Records                                 | PNP 667         | 7"               |                                                   |
| 1987 | Il ritmo della notte / Un'estate senza te                 | Pipol Records                                 | PNP 669         | 7"               |                                                   |
| 1988 | Con l'amore addosso / Avventuriero                        | Pipol Records                                 | PNP 674         | 7"               |                                                   |
| 1989 | Delitto e castigo / Lolita                                | PASAROCK                                      | PRS-189         | 7"               |                                                   |
| 1992 | Caro Berlusconi                                           | Many Records                                  | MN 625          | 12"              | EP contenente 4 tracce                            |
| 1992 | Desahogo / Los Gitanos De Oriente                         | Perfil                                        | PSN-252         | 7"               |                                                   |
| 1993 | I ragazzi napoletani                                      | Discomagic Records                            | MIX 969         | 12"              |                                                   |
| 1993 | Los Chicos de Andalucía                                   | BCN Records                                   |                 | 12"              |                                                   |
| 1995 | Occhio al porto                                           | Discomagic Records                            | MIX 1138        | 12"              | Pubblicato come Cristiano Malgioglio Y Los Chicos |
| 1996 | De nuevo tu                                               | Solo Musica Italiana/Sony Records             |                 | 12"              |                                                   |
| 1999 | Illuminami                                                | NAR International                             |                 | CD single        |                                                   |
| 2002 | Che bellezza (Imunização Racional)                        | L'Escalier                                    |                 | CD single        |                                                   |
| 2006 | Pelame / Sbucciami remix                                  | NAR International                             |                 | CD single        |                                                   |
| 2008 | Ay! Mama Ines                                             | The Saifam Group                              |                 | CD single        |                                                   |
| 2008 | Eres                                                      | The Saifam Group                              |                 | CD single        |                                                   |
| 2011 | Amica mia                                                 | K1 records                                    |                 | digital download | (versione italiana, spagnola e remix)             |
| 2017 | O maior golpe do mundo (mi sono innamorato di tuo marito) | Baraonda Edizioni Musicali/Malgioglio Records |                 | digital download |                                                   |
| 2018 | Danzando Danzando (feat. Fernando Proce)                  | Baraonda Edizioni Musicali/Malgioglio Records |                 | digital download |                                                   |
| 2019 | Dolceamaro (feat. Barbara D'Urso)                         | Baraonda Edizioni Musicali                    |                 | digital download |                                                   |
| 2019 | Notte perfetta (feat. The Jek)                            | Baraonda Edizioni Musicali                    |                 | digital download |                                                   |
| 2021 | Todo cambia (feat. Orietta Berti)                         | Baraonda Edizioni Musicali                    |                 | digital download |                                                   |
| 2021 | Tutti me miran (feat. Evry)                               | Baraonda Edizioni Musicali                    |                 | digital download |                                                   |
| 2022 | Sucu Sucu                                                 | Artist First                                  |                 | digital download |                                                   |
| 2022 | Raffaella (feat. Varry Brava)                             | Altafonte                                     |                 | digital download |                                                   |
| 2023 | Vita porno (feat. Bungaro)                                | Artist First                                  |                 | digital download |                                                   |
| 2024 | Fernando                                                  | Warner Music Italy                            |                 | digital download |                                                   |
| 2024 | Rosa tormento                                             | Warner Music Italy                            |                 | digital download |                                                   |
| 2024 | Rosa mentirosa (Spanish version)                          | Warner Music Italy                            |                 | digital download |                                                   |
| 2025 | Alè alè (feat. Gente de Zona)                             | Warner Music Italy                            |                 | digital download |                                                   |

## Discografia con Quarto Sistema

### Singoli
| Anno | Titolo                                      | Etichetta | Numero catalogo | Formato | Note                       |
| ---- | ------------------------------------------- | --------- | --------------- | ------- | -------------------------- |
| 1973 | Uomini palla/Sole mare amore                | Durium    |                 | 7"      |                            |
| 1973 | Un giorno senza amore/Quando ti accorgi     | Durium    |                 | 7"      |                            |
| 1974 | Valida ragione/Grande grande uomo           | Durium    |                 | 7"      | Un Disco Per L'Estate 1974 |
| 1974 | Quella notte Chicago morì/Eternamente bella | Durium    |                 | 7"      |                            |

## Discografia con Nuovo Sistema

### Singoli
| Anno | Titolo                    | Etichetta | Numero catalogo | Formato | Note                       |
| ---- | ------------------------- | --------- | --------------- | ------- | -------------------------- |
| 1975 | Sale sulla pelle/Visioni  | Ri-Fi     |                 | 7"      | Un Disco Per L'Estate 1975 |
| 1976 | Giuro/In qualche maniera  | Ri-Fi     |                 | 7"      |                            |
| 1977 | Alvin's dance/Co-Co Co-Co | Ri-Fi     |                 | 7"      |                            |

## Discografia come The Gay Guys
Cristiano Malgioglio, quasi terminata l'esperienza con i Quarto Sistema, scrive due brani che interpreta utilizzando lo pseudonimo The Gay Guys.

### Singoli
| Anno | Titolo                              | Etichetta | Numero catalogo | Formato | Note |
| ---- | ----------------------------------- | --------- | --------------- | ------- | ---- |
| 1974 | Forever/Sweet Memories Of Yesterday | Durium    | DE2812          | 7"      |      |

## Discografia con Off Models

### Singoli
| Anno | Titolo                                                                 | Etichetta   | Numero catalogo | Formato | Note                                                               |
| ---- | ---------------------------------------------------------------------- | ----------- | --------------- | ------- | ------------------------------------------------------------------ |
| 1987 | Electrica Salsa (Baba Baba)/Electrica Salsa (Baba Baba) (Instrumental) | Fonit Cetra |                 | 7"      | Cristiano Malgioglio firma i testi e canta sul lato A del singolo. |

## Discografia con MC & Co

### Singoli
| Anno | Titolo | Etichetta          | Numero catalogo | Formato | Note |
| ---- | --- | ------------------ | --------------- | ------- | ---- |
| 1993 | What is Love (Spanish Version) / Je t'aime... moi non plus (Reggae Mix) / Je t'aime... moi non plus (Instrumental) | Discomagic Records | MIX 909         | 12"     |      |

### Compilation
| Anno | Titolo            | Etichetta          | Numero catalogo | Formato | Note |
| ---- | ----------------- | ------------------ | --------------- | ------- | --- |
| 1993 | Sentimental Dance | Discomagic Records | CD/926          | CD      | Contiene tre brani interpretati da MC & Co: What is Love, Je t'aime... moi non plus e The days of Pearly Spencer. |

## Canzoni scritte per altri artisti (circa 373)
| Anno | Titolo | Interprete                                                                        | Note |
| ---- | --- | --------------------------------------------------------------------------------- | --- |
| 1972 | Amo | Donatella Moretti                                                                 | |
| 1973 | Partito per amore | Mino Reitano                                                                      | |
| 1973 | Sentimento | Wess e Dori Ghezzi                                                                | |
| 1973 | Io ci credo ancora | Emanuela Cortesi                                                                  | |
| 1973 | Tu sei sempre mia | Giuliano e i Notturni                                                             | |
| 1974 | Proviamo a innamorarci | Dori Ghezzi                                                                       | |
| 1974 | Mai | Dori Ghezzi                                                                       | Cover della canzone "Mal" di Christophe |
| 1974 | Che fallimento | Dori Ghezzi                                                                       | |
| 1974 | Fai tornare il sole | La Strana Società                                                                 | |
| 1974 | Ciao, cara, come stai? | Iva Zanicchi                                                                      | Canzone vincitrice del Festival di Sanremo 1974 |
| 1974 | Testarda io (La mia solitudine) | Iva Zanicchi                                                                      | |
| 1974 | Dimmi se c'è lei | Iva Zanicchi                                                                      | |
| 1974 | Io ti propongo | Iva Zanicchi                                                                      | |
| 1974 | Amerò (I belong) | Iva Zanicchi                                                                      | |
| 1974 | Amore in vendita | Iva Zanicchi                                                                      | |
| 1974 | Libera senza complessi | Iva Zanicchi                                                                      | |
| 1974 | Caro amore mio | Rosanna Fratello                                                                  | |
| 1974 | Giusta Tu | Victor Bach                                                                       | Inciso con lo pseudonimo di Victor Bacchetta |
| 1974 | Africa no more | Jerry McMantron (Italo Janne)                                                     | |
| 1974 | Shalom good-bye | Jerry McMantron (Italo Janne)                                                     | |
| 1974 | Sempre tu | Wess e Dori Ghezzi                                                                | |
| 1974 | Le dirò parole blu | Christophe                                                                        | |
| 1975 | In trappola | Giuni Russo                                                                       | |
| 1975 | Lui nell'anima | Giuni Russo                                                                       | |
| 1975 | L'importante è finire | Mina                                                                              | |
| 1975 | Donna più donna | Renato Pareti                                                                     | |
| 1975 | Una manciata di sabbia | La Strana Società                                                                 | |
| 1975 | Povero maledetto | Wess & Dori Ghezzi                                                                | |
| 1975 | Qualcosa di te | Rosanna Fratello                                                                  | |
| 1975 | Amore mi sbagliai | Roberto Carlos                                                                    | |
| 1975 | E mi guardi | Il Segno Dello Zodiaco                                                            | |
| 1975 | Io io io | Il segno dello Zodiaco                                                            | |
| 1975 | Se vuoi | Giulio Di Dio                                                                     | |
| 1975 | Non è amore | Giulio Di Dio                                                                     | |
| 1975 | Le ferite dell'amore | Loredana Bertè                                                                    | |
| 1975 | Cadiamo in amore | Loredana Bertè, Marcella Bella, Sandro Giacobbe, Gianni Bella, Gigliola Cinquetti | Canzone eseguita in coro da tutti gli artisti partecipanti al "Concerto d'estate" 1975 alla Bussola. Cover di American Lovers                                                                                            |
| 1975 | Adesso io | Franco Marino                                                                     | |
| 1976 | Siamo in confidenza | Sergio Leonardi                                                                   | |
| 1976 | Una volta ogni mille mai | Sergio Leonardi                                                                   | |
| 1976 | Frammenti, La stazione, Tu bella figlia, Sconfitta, Non ci toccheremo più, Io ti ricordo, Attitudini, Lo show è già finito, Quando i ragazzi andranno in vacanza, Tanti amici, L'artista                                                                    | Roberto Carlos                                                                    | Album Io, l'amore e la mia solitudine. Malgioglio firma tutti i testi dell'album. |
| 1976 | Desideri Sentimenti | La Prima Fase                                                                     | |
| 1976 | Innamorati noi | La Prima Fase                                                                     | |
| 1976 | La montagna | Vanna Brosio                                                                      | |
| 1976 | Senti | Marcella Bella                                                                    | |
| 1976 | Dopo l'orizzonte | Roberto Carlos                                                                    | |
| 1976 | Menzogna | Roberto Carlos                                                                    | |
| 1976 | Che mi succede adesso | Giuni Russo                                                                       | |
| 1976 | Mai | Giuni Russo                                                                       | |
| 1976 | Calore | Marie Laure Sachs                                                                 | |
| 1976 | L'uomo mio | Iva Zanicchi                                                                      | |
| 1976 | È così che ti voglio | Iva Zanicchi                                                                      | |
| 1976 | Confessioni | Iva Zanicchi                                                                      | |
| 1976 | Tu, solo tu | Iva Zanicchi                                                                      | |
| 1976 | Ha scelto me | Iva Zanicchi                                                                      | |
| 1976 | Corpo ribelle | Marisa Sacchetto                                                                  | |
| 1976 | Forte forte forte | Raffaella Carrà                                                                   | |
| 1976 | Ma che cosa ci posso fare | Carla Dall'Osto                                                                   | Canzone partecipante allo Zecchino d'Oro |
| 1976 | Bello amore bello | Gianni Nazzaro                                                                    | |
| 1976 | Silence | Roxy Robinson                                                                     | |
| 1976 | Movies | Roxy Robinson                                                                     | |
| 1977 | Amante amore | Mina                                                                              | Album Mina con bignè, Mina Live '78 |
| 1977 | Oroscopo | Mina                                                                              | |
| 1977 | Mi manchi | Il segno dello zodiaco                                                            | |
| 1977 | Diverso amore mio | Daniela Davoli                                                                    | |
| 1977 | Guerriero di una notte | Daniela Davoli                                                                    | |
| 1977 | Io bella figlia (Tu meraviglia) | Claudia Mori                                                                      | |
| 1977 | Solitario | Claudia Mori                                                                      | |
| 1977 | L'Angelo Azzurro, Stupendo, Cosa farei, Messicana, Sei tu, Una rosa profumata, Ti guardai ti sfiorai, Era qui, Un'immagine un'idea | Umberto Balsamo                                                                   | Album Malgrado tutto... L'angelo azzurro. Malgioglio firma con U.Balsamo tutti i testi |
| 1977 | Bella bellissima | La Strana Società                                                                 | |
| 1977 | Sogno (Es la nostalgia) | Jairo                                                                             | |
| 1977 | Dipende | Beppe Cantarelli                                                                  | |
| 1977 | Come pane fresco | Beppe Cantarelli                                                                  | |
| 1977 | Adesso sì, domani no | Christophe                                                                        | |
| 1977 | La fine di un amore | Christophe                                                                        | |
| 1977 | Sexy Jeans | Roxy Robinson                                                                     | Colonna sonora dal film omonimo Sexy Jeans - Massacro al Central College (Massacre at Central High) di Rene Daalder. |
| 1978 | Ma ci pensi tu | Christian                                                                         | |
| 1978 | Soli noi | Giuni Russo                                                                       | |
| 1978 | La chiave | Giuni Russo                                                                       | |
| 1978 | Il compleanno | Jocelyn Hattab                                                                    | |
| 1978 | L'aquilone | Vanna Brosio                                                                      | |
| 1978 | Cavalcata | Roberto Carlos                                                                    | |
| 1978 | Riprendi me, Riprendo te | Roberto Carlos                                                                    | |
| 1978 | Non scordarti di me | Roberto Carlos                                                                    | |
| 1978 | Devo trovare il modo per richiamare la tua attenzione | Roberto Carlos                                                                    | |
| 1978 | Sospiro | Mauro Giordani                                                                    | |
| 1978 | Shiver | Marie Laure Sachs                                                                 | |
| 1978 | Music in love | Marie Laure Sachs                                                                 | |
| 1978 | Successo | Camaleonti                                                                        | |
| 1978 | Amore + amore = ti amo | Ornella Vanoni                                                                    | |
| 1978 | Ancora ancora ancora | Mina                                                                              | |
| 1978 | Triangolo d'amore | Rita Pavone                                                                       | |
| 1978 | Manuel | Stefania Rotolo                                                                   | |
| 1978 | Mia, Guerriero di una notte, Vivo, Routine, Bacio, Pazza di te, Divertimento, Fantastico lui, Spicciati, Diverso amore mio | Daniela Davoli                                                                    | Album Mia. Malgioglio scrive tutti i testi del disco. |
| 1978 | Wagon-Lit | Ornella Vanoni                                                                    | |
| 1978 | Che donna | Adriano Celentano                                                                 | |
| 1978 | Lascerò | Adriano Celentano                                                                 | |
| 1978 | La moglie, l'amante, l'amica | Adriano Celentano                                                                 | |
| 1978 | Sei contento | Iva Zanicchi                                                                      | |
| 1978 | Arsura | Iva Zanicchi                                                                      | |
| 1978 | Selvaggio | Iva Zanicchi                                                                      | |
| 1978 | Una domenica sera | Iva Zanicchi                                                                      | |
| 1978 | Eccoti | Iva Zanicchi                                                                      | |
| 1978 | Mal d'amore | Iva Zanicchi                                                                      | |
| 1978 | Pronto 113 | Iva Zanicchi                                                                      | |
| 1978 | Relazione | Iva Zanicchi                                                                      | |
| 1978 | Tu...playboy | Iva Zanicchi                                                                      | |
| 1978 | Voglio vivere | Iva Zanicchi                                                                      | |
| 1978 | Cedo | Iva Zanicchi                                                                      | |
| 1978 | Per te | Iva Zanicchi                                                                      | |
| 1978 | Agrodolce | Iva Zanicchi                                                                      | |
| 1978 | Incontro | Iva Zanicchi                                                                      | |
| 1978 | Idea | Iva Zanicchi                                                                      | |
| 1978 | Io sono unica | Dora Moroni                                                                       | |
| 1978 | Che facciamo stasera | Dora Moroni                                                                       | |
| 1978 | Aeroporto | Mersia                                                                            | |
| 1979 | Momento | Wess & Dori Ghezzi                                                                | |
| 1979 | Cocktail d'amore | Stefania Rotolo                                                                   | |
| 1979 | Disco tic | Stefania Rotolo                                                                   | |
| 1979 | Gelato al cioccolato | Pupo                                                                              | |
| 1979 | Non rompere | G.Bri (Vanna Brosio)                                                              | Firmato come "Facile" |
| 1979 | Romantica | Demis Roussos                                                                     | |
| 1979 | Ora d'andare | Donato Ciletti                                                                    | |
| 1979 | Ma io...Vi amo | Linda Lee                                                                         | |
| 1979 | Sentimento | Dik Dik                                                                           | |
| 1979 | Che volgarità | Mina                                                                              | |
| 1979 | Ditemi | Iva Zanicchi                                                                      | |
| 1979 | Io che amo | Patty Pravo                                                                       | |
| 1979 | Ciak | Raffaella Carrà                                                                   | |
| 1980 | Amico mio, amore mio | Ornella Vanoni                                                                    | |
| 1980 | È... | Iva Zanicchi                                                                      | |
| 1980 | Caro Pietro | Iva Zanicchi                                                                      | |
| 1980 | A parte il fatto | Iva Zanicchi                                                                      | |
| 1980 | Hotel motel | Iva Zanicchi                                                                      | |
| 1980 | Ti voglio bene ma non ti amo | Iva Zanicchi                                                                      | |
| 1980 | Ancora con te | George Chakiris                                                                   | |
| 1980 | Aspetta un po' (Rose gialle) | Paola Tagliaferro                                                                 | |
| 1980 | Che stupida serata | Stella Carnacina                                                                  | |
| 1980 | Ho fatto l'amore con me | Amanda Lear                                                                       | Scritta insieme a Giuni Russo e Maria Antonietta Sisini |
| 1980 | Mentre fuori piove | Franco Califano                                                                   | |
| 1980 | Causa mancato matrimonio | Franco Califano                                                                   | |
| 1980 | La solitudine | Franco Califano                                                                   | |
| 1980 | Mi piaci un sacco | George Chakiris                                                                   | |
| 1980 | Playback | Roy Pisanelli                                                                     | |
| 1980 | E.A.O. | Pamela Prati                                                                      | |
| 1980 | Sentirmi | Pamela Prati                                                                      | |
| 1980 | Sono Pazzo Di Te (Ma Tu Non Lo Saprai Mai) | Pamela Prati                                                                      | |
| 1981 | Famme ballà (nun me scuccià) | Gena Gas                                                                          | Firmato come "Selvaggia" |
| 1981 | Aria di burrasca | Gena Gas                                                                          | Firmato come "Selvaggia" |
| 1981 | Cuore spacca cuore | Maeva                                                                             | |
| 1981 | Fotografia | Maeva                                                                             | Firmato come "Selvaggia" |
| 1981 | Ardente | Iva Zanicchi                                                                      | |
| 1981 | A malapena | Iva Zanicchi                                                                      | |
| 1981 | Autografo | Iva Zanicchi                                                                      | |
| 1981 | Messaggio personale (Message personnel) | Eleonora Giorgi                                                                   | |
| 1981 | Quale appuntamento | Eleonora Giorgi                                                                   | |
| 1981 | Sporcati | Marina Arcangeli                                                                  | |
| 1981 | Talismano | Marina Occhiena                                                                   | |
| 1981 | Maschio | Marina Occhiena                                                                   | |
| 1981 | Schiaffo | Rosanna Fratello                                                                  | |
| 1981 | Piacere mi chiamo amore | Rosanna Fratello                                                                  | |
| 1981 | Boh! | Franco Califano                                                                   | |
| 1981 | Una vampata di te | Marcella Bella                                                                    | |
| 1981 | Capriccio | Adriana Russo                                                                     | |
| 1981 | Io, la pantera | Adriana Russo                                                                     | |
| 1981 | Ti voglio non ti voglio | Loretta Goggi                                                                     | |
| 1981 | Gnam gnam | Loretta Goggi                                                                     | |
| 1981 | Indovina Indovinello | Vanna Brosio                                                                      | |
| 1981 | Caldo come neve | Vanna Brosio                                                                      | |
| 1982 | Se t'amo t'amo | Rosanna Fratello                                                                  | |
| 1982 | Promessa | Gabriele Lorenzi                                                                  | |
| 1982 | Separazione scontata | Franco Califano                                                                   | |
| 1982 | S.O.S ti amo | Gena Gas                                                                          | |
| 1982 | Solo un sogno | Sandra Mondaini                                                                   | Dalla trasmissione Tv Attenti a noi due |
| 1982 | E stasera mi manchi | Alessandra Mussolini                                                              | |
| 1982 | L'ultima notte d'amore | Alessandra Mussolini                                                              | |
| 1982 | Manette blu (Nobody wins) | Oona                                                                              | Cover di "Nobody wins" di Elton John, cantata anche da Marta Lami (Maeva). Erroneamente attribuita a Pamela Prati, che nella sigla del programma DISCOMARE si esibiva in playback sul ritornello della versione di Oona. |
| 1982 | Amore straniero | Marta Lami (Maeva)                                                                | |
| 1982 | L'anima | Wess                                                                              | |
| 1982 | Temporale | Luca Sardella                                                                     | |
| 1982 | Duello | Rosanna Fratello                                                                  | |
| 1982 | Al cuore bang bang | Rosanna Fratello                                                                  | Nuovo testo su melodia Bang Bang (My Baby Shot Me Down) |
| 1982 | Smania | Rosanna Fratello                                                                  | |
| 1982 | Figlia d'Italia | Rosanna Fratello                                                                  | |
| 1982 | Marrakesh (Qualquer coisa) | Mina                                                                              | |
| 1982 | Rodaggio d'amore | Santino Rocchetti                                                                 | |
| 1982 | La bomba (sexy version) | J.F.M. Band                                                                       | |
| 1983 | Giuro di dirti la verità | Mina                                                                              | |
| 1983 | Rubami | Ciro Sebastianelli                                                                | |
| 1983 | Vai ma vai | Jean Luc Lahaye                                                                   | |
| 1983 | Adesso si | Donato Ciletti                                                                    | |
| 1983 | Io per amarti | Franco Califano                                                                   | |
| 1983 | Innamorata | Raffaella Carrà                                                                   | |
| 1983 | Brr...che freddo | Luciana Turina                                                                    | |
| 1983 | Sophia National | San Sebastián                                                                     | Dedicata a Sophia Loren. Esistono altre due versioni, la prima interpretata dai "The Gigolo" nel 1988 e la seconda, col titolo cambiato in "Sophia Sophia", uscita nel 1996 e cantata dai "Crismal and Los Chicos".      |
| 1983 | Exotic love | San Sebastián                                                                     | |
| 1983 | Radio taxi | Hildegard                                                                         | |
| 1984 | radio taxi (strumentale) | Hildegard                                                                         | |
| 1984 | Doppio senso, doppio amore | Alida Chelli                                                                      | |
| 1984 | Mi scusi signorina | Carmen Russo                                                                      | |
| 1984 | Chiammame ambresso | Carmen Russo                                                                      | |
| 1984 | Sogno (Sonhos) | Mina                                                                              | |
| 1984 | Io vivrò | Umberto Balsamo                                                                   | |
| 1984 | Chi (mi darà) | Iva Zanicchi                                                                      | |
| 1984 | La carovana | Rosanna Fratello                                                                  | |
| 1984 | Sola | Rosanna Fratello                                                                  | |
| 1984 | Siamo così | Orietta Berti                                                                     | |
| 1984 | L'estate | Orietta Berti                                                                     | |
| 1984 | Ti abbandono | Orietta Berti                                                                     | |
| 1984 | Se domani | Orietta Berti                                                                     | |
| 1984 | Hey | Orietta Berti                                                                     | |
| 1984 | Da un'eternità | Orietta Berti                                                                     | |
| 1984 | Io non vivo senza te | Wess                                                                              | |
| 1984 | Assassino | Amanda Lear                                                                       | |
| 1984 | Stato d'allarme | Amanda Lear                                                                       | |
| 1984 | Ritmo salsa | Amanda Lear                                                                       | |
| 1984 | Hotel palace | Amanda Lear                                                                       | |
| 1984 | Schiava | Ornella Ventura                                                                   | |
| 1984 | Stringi (Hot in the city) | Ornella Ventura                                                                   | |
| 1984 | Il cuore | Anna Andrea                                                                       | |
| 1984 | La stagione del cielo | Anna Andrea                                                                       | |
| 1985 | L'abbraccio | Christian                                                                         | |
| 1985 | Mi mandi rose (Todo prosa) | Mina                                                                              | |
| 1985 | Scandalosa Gilda | Anna Andrea                                                                       | Colonna sonora del film Scandalosa Gilda di Gabriele Lavia |
| 1985 | Dai campione | Vanna Brosio                                                                      | |
| 1985 | Ma ch'aggia fà | Tony Benn Feghaly                                                                 | |
| 1985 | Non spezzarmi il cuore | Juli & Julie                                                                      | |
| 1985 | Con te voglio stare | Mario Tessuto e Donatella Pacchiarini                                             | Duetto di Mario Tessuto insieme alla moglie Donatella Pacchiarini |
| 1985 | Una spada, una speranza | Angelo Banzola                                                                    | Arrangiamenti di Massimiliano Pani |
| 1985 | Tu mi manchi | Angelo Banzola                                                                    | |
| 1986 | La neve sul mare | Angelo Banzola                                                                    | |
| 1986 | Respirarti | Angelo Banzola                                                                    | |
| 1986 | È domenica | Patrizia Pellegrino                                                               | |
| 1986 | È mal d'amore | Patrizia Pellegrino                                                               | |
| 1986 | Tete a Tete | Carmen Russo                                                                      | |
| 1987 | Ma che bella storia d'amore | Jo Chiarello                                                                      | |
| 1987 | Sentimentalement je t'aime (Sentimental lover) | Cannelle                                                                          | |
| 1987 | Direttamente al cuore (In the pouring rain) | Teo                                                                               | |
| 1987 | E la luna resta là | Teo                                                                               | |
| 1987 | Questa notte chi mi tiene | Carmen Russo                                                                      | |
| 1987 | Notte italiana | Carmen Russo                                                                      | |
| 1987 | New Magic | Patrizia Pellegrino                                                               | |
| 1988 | Nei miei pugni stai (I wanna hear it from your lips) | Gianni Dei                                                                        | |
| 1988 | Ho il cuore fragile (When your heart is weak) | Gianni Dei                                                                        | |
| 1988 | Mi compro una Cadillac (Geronimo's Cadillac) | Gianni Dei                                                                        | |
| 1988 | La voglia | Gianni Dei                                                                        | |
| 1988 | Far l'amore con te | Gianni Dei                                                                        | |
| 1988 | Più solitario di così | Gianni Dei                                                                        | |
| 1988 | Non ho gli occhi per te | Stefania La Fauci                                                                 | |
| 1988 | To love again | Mida                                                                              | |
| 1988 | Meno male | Raffaella Carrà                                                                   | |
| 1989 | Trapezio | Paride Orfei                                                                      | |
| 1989 | E l'amore nasce | Franco Califano                                                                   | |
| 1989 | Buona fortuna a noi | Franco Califano                                                                   | |
| 1989 | Io Jane tu Tarzan | Carmen Russo                                                                      | |
| 1989 | Oh! Jumbo buana | Carmen Russo                                                                      | |
| 1989 | Straniera | Gianni Dei                                                                        | |
| 1989 | Cercami | Gianni Dei                                                                        | |
| 1989 | Telegramma | Amanda Lear                                                                       | |
| 1989 | Una rosa un tango | Amanda Lear                                                                       | |
| 1989 | L'inseguimento | Flavia Fortunato                                                                  | |
| 1989 | Vieni a bere un bicchiere à la maison | Ezio Greggio e Gianfranco D'Angelo                                                | Dal programma TV Odiens. Adattamento italiano della canzone francese "allez viens un petit coup à la maison" del gruppo Licence IV                                                                                       |
| 1989 | Tu ladra | Rita Pavone                                                                       | |
| 1989 | Bugia | Rita Pavone                                                                       | |
| 1989 | Io voglio tutto soprattutto te | Raffaella Carrà                                                                   | |
| 1990 | In privato (In Private) | Rosanna Fratello                                                                  | |
| 1990 | Mille amanti (Twist in My Sobriety) | Rosanna Fratello                                                                  | |
| 1990 | Scrupoli (Take Me Down) | Rosanna Fratello                                                                  | |
| 1990 | Ho bisogno ancora di te | Rosanna Fratello                                                                  | |
| 1990 | Chiaro di luna | Rosanna Fratello                                                                  | |
| 1990 | Vorrei | Mino Reitano                                                                      | |
| 1990 | Una scossa al cuore (Watching All Escaping People) | Indiana                                                                           | |
| 1990 | Il migliore (The Best) | Indiana                                                                           | |
| 1992 | Da un'eternità | Orietta Berti                                                                     | |
| 1992 | Indues | Cannelle                                                                          | |
| 1992 | Cheek to Cheek | Cannelle                                                                          | |
| 1992 | Uhmm bellissimo | Simona Tagli                                                                      | |
| 1993 | La notte dei miracoli (Delitto e castigo) | Milva                                                                             | |
| 1993 | Amame en la boca | Indiana                                                                           | |
| 1994 | Lascia suonare la musica (Let Me the Music Play) | Indiana                                                                           | |
| 1994 | Remember the Time | Carmen Di Pietro                                                                  | |
| 1994 | Bodywaves | Carmen Di Pietro                                                                  | |
| 1994 | Sentimi stanotte | Lilian Ramos                                                                      | |
| 1994 | Ave Maria di Ferilli | Pietro Ballo                                                                      | |
| 1994 | Notte a Trastevere | Pietro Ballo                                                                      | |
| 1994 | Una canzone incompiuta | Pietro Ballo                                                                      | |
| 1994 | Lascia suonare la musica | Madeline                                                                          | |
| 1994 | Body Waves | Carmen Di Pietro                                                                  | |
| 1995 | Non vivo senza te, Sole d'Africa, Donne sante donne assassine, Fobia stilografica, Le grandi solitudini, Triste blues, Qui mi manca il mare, Più in alto del cielo, E mi manchi, Come posso dire no, Lettera dalla metropoli, Navigando, I lupi della notte | Aldo Bergamaschi (con lo pseudonimo Marco Silenzi)                                | Album Non vivo senza te. Malgioglio scrive tutti i testi del disco. |
| 1995 | Tocalo Tocalo | Carmen Di Pietro                                                                  | |
| 1996 | La Fiesta (El Sueño de la Marisma) | Carmen Di Pietro                                                                  | |
| 1996 | Tu ci stai | Gianni Dei                                                                        | |
| 1997 | Oh! Mama | Milva                                                                             | |
| 1997 | Cronaca d'amore | Gianni Dei                                                                        | |
| 1997 | Ora che vivo solo | Gianni Dei                                                                        | |
| 1997 | Tacchi in su | Gianni Dei                                                                        | |
| 1997 | Cronica de amor (Mandy) | Gianni Dei                                                                        | |
| 1997 | Tacones altos (spanish version) | Gianni Dei                                                                        | |
| 1998 | Ma che fiesta (El Sueño de la Marisma) | Mita Medici e Gianni Dei                                                          | Nuova versione de La Fiesta interpretato da Carmen Di Pietro nel 1996 |
| 1998 | Mi vendi e mi ricompri | Veronica Ferrari                                                                  | |
| 1998 | Se manchi tu | Veronica Ferrari                                                                  | |
| 1998 | Ho bisogno di te | Veronica Ferrari                                                                  | |
| 1998 | Carpe diem | Veronica Ferrari                                                                  | |
| 1998 | Me faltas tu | Veronica Ferrari                                                                  | |
| 2000 | Mi mandi rose | Lisa Fusco                                                                        | |
| 2000 | L'anima | Tiromancino                                                                       | |
| 2001 | Tu yo y tu amiga | Le bonitas                                                                        | |
| 2001 | Tumba pampero | Le bonitas                                                                        | |
| 2002 | He comprado un hombre en el mercado | Antonia Dell'Atte                                                                 | |
| 2002 | Ho comprato un uomo al mercato | Antonia Dell'Atte                                                                 | |
| 2008 | Albicocca | Tino Crispi                                                                       | |
| 2009 | Regine di primavera | Iva Zanicchi                                                                      | Duetto con Paloma San Basilio |
| 2009 | Carne viva | Mina                                                                              | |
| 2009 | Questa vida loca (Vida loca) | Mina                                                                              | |
| 2010 | Mi ami o non mi ami | Gianni Dei                                                                        | |
| 2011 | Tre rose rosse | Rosanna Fratello                                                                  | |
| 2011 | Pane e miele | Rosanna Fratello                                                                  | |
| 2011 | Un tangaccio | Rosanna Fratello                                                                  | |
| 2011 | Stai attento | Rosanna Fratello                                                                  | |
| 2012 | Femmina bella | Marcella Bella                                                                    | |
| 2012 | Un beso | Marcella Bella                                                                    | |
| 2012 | Esta noche ya ya ya ya | Marcella Bella                                                                    | |
| 2012 | Da quando mi hai lasciata | Marcella Bella                                                                    | |
| 2012 | Enamorada Desesperada | Marcella Bella                                                                    | |
| 2012 | L'amore che io sento | Marcella Bella                                                                    | |
| 2012 | Malecon | Marcella Bella                                                                    | Con la partecipazione di Luis Frank dei Buena Vista Social Club |
| 2013 | Il lupo | Raffaella Carrà                                                                   | |
| 2013 | Pioggia di speranza | Cristian Imparato                                                                 | Cover del brano Regresso di Cesária Évora |
| 2014 | Dimmi dammi dimmi | Viola Valentino                                                                   | |
| 2016 | Chiamatemi un taxi | Pamela Prati                                                                      | (curata solo la produzione) |
| 2019 | Amarsi in due | Arisa                                                                             | Versione italiana di Amar pelos dois, scritta da Luísa Sobral e interpretata dal cantante portoghese Salvador Sobral, brano con cui vince l'Eurovision Song Contest 2017                                                 |
| 2020 | Sangue nero | Iva Zanicchi                                                                      | Cover del brano Canção do Mar di Amália Rodrigues |
| 2020 | Raccogli l'attimo | Al Bano e Romina Power                                                            | |
| 2022 | Ardente (Cristiano Malgioglio Remix) | Iva Zanicchi                                                                      | Remix dance, con nuovo arrangiamento e testo, del brano Ardente |
| 2025 | Profumo di pesca | Rosanna Fratello                                                                  | |

## Partecipazioni

### Album
| Anno | Titolo   | Duetto           | Provenienza            |
| ---- | -------- | ---------------- | ---------------------- |
| 2022 | Calimero | Cristina D'Avena | 40 - Il sogno continua |